# Quảng cáo bản thân

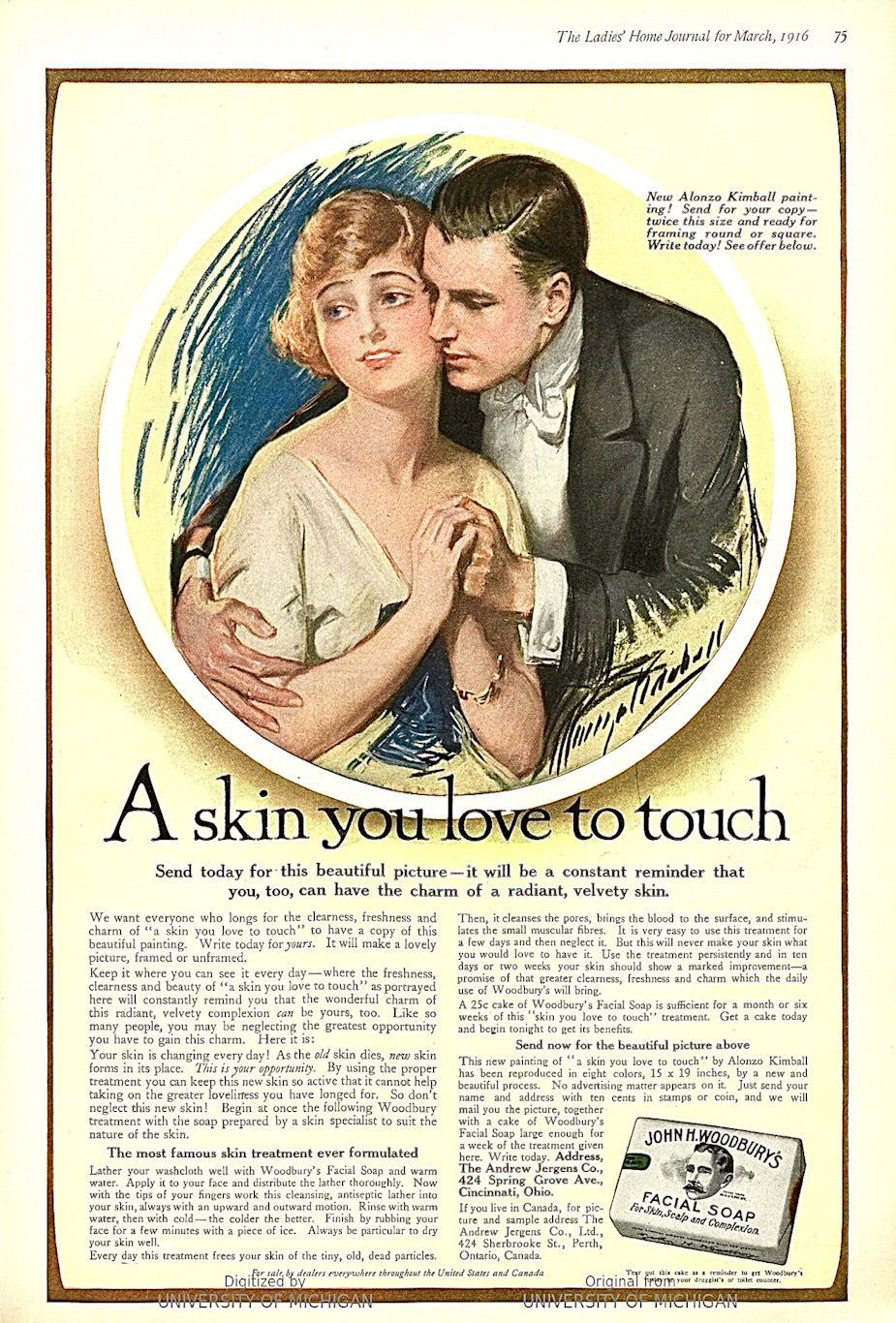
Một quảng cáo có cảnh thân mật

Quảng cáo bản thân (Personal advertisement) đôi khi được gọi là Quảng cáo liên hệ (Contact ad) là một hình thức quảng cáo trong đó một người tìm kiếm một người đối tác để kết bạn, hẹn hò, tán tỉnh, kết đôi để đi đến kết hôn hoặc hướng đến mối quan hệ thân xác bạn tình thông qua việc từ mình giới thiệu, lăng-xê công khai bản thân trên các phương tiện quảng cáo, truyền thông nhằm tìm kiếm sự kết nối. Trong tiếng Anh, quảng cáo kiểu này thường được gọi là quảng cáo trong hạng mục cột trái tim cô đơn. Ở Ấn Độ, kiểu quảng cáo này gọi là Quảng cáo hẹn hò (Dating ad) hoặc Quảng cáo hôn nhân (Matrimonial ad). Những quảng cáo bản thân cá nhân đầu tiên được đăng trên các tờ báo cùng với các quảng cáo phân loại khác và thường có mục đích là tìm kiếm hôn nhân. Khi nhu cầu về quảng cáo cá nhân tăng lên, các tờ báo đã cung cấp các mục cá nhân dành riêng cho những quảng cáo đó. Sau đó, các tờ báo và tạp chí chuyên đề chỉ xuất bản với mục đích duy nhất là quảng cáo cá nhân.

## Lịch sử
Những mẫu quảng cáo về bản thân của các cá nhân đầu tiên ở Anh và Hoa Kỳ là các ký họa châm biếm. Một tạp chí ở London đã xuất bản một quảng cáo kết hôn châm biếm vào năm 1660, được cho là từ một góa phụ đang rất cần "bất kỳ người đàn ông nào có khả năng lao động trong Công ty của bà". Đến năm 1691, toàn bộ danh mục quảng cáo châm biếm dành cho chồng và vợ đã được xuất bản để giải trí:10-11. Ấn phẩm The New-England Courant của hai anh em James và Benjamin Franklin, đã in một quảng cáo kết hôn châm biếm trên trang nhất vào ngày 13 tháng 4 năm 1722, chế giễu những người kết hôn vì tiền:3-12. Ở Pháp, tạp chí Le Chasseur français (Thợ săn người Pháp) lần đầu tiên xuất bản quảng cáo hôn nhân vào những năm 1880. Các câu lạc bộ Lonely Hearts được thành lập vào thế kỷ XX để cung cấp danh sách quảng cáo cho các thành viên trả phí của họ. Với sự ra đời của Internet, quảng cáo cá nhân cũng bắt đầu xuất hiện trên các trang web trực tuyến, cuối cùng trở thành hồ sơ trên các trang web và ứng dụng hẹn hò. Một nhà nghiên cứu đã mô tả quảng cáo cá nhân là "một cách hữu ích để tìm kiếm bạn đời tiềm năng cho những người có thế giới xã hội bị hạn chế một cách giả tạo bởi cuộc sống đô thị đương đại và nhu cầu của các hoạt động tuyển dụng hiện đại". Tuy nhiên, những thông tin cá nhân cũng được tội phạm sử dụng gồm những kẻ lừa đảo, kẻ gian lận và kẻ giết người để tìm và dẫn dụ nạn nhân. 

## Vai trò
Ý kiến của công chúng về quảng cáo cá nhân thay đổi theo thời gian, từ sự không chấp thuận và nghi ngờ vào thế kỷ XVII và XVIII cho đến việc phục vụ lòng yêu nước ở Hoa Kỳ trong Nội chiến và đến sự chấp nhận chung của công chúng ngày nay. Trong lịch sử, phụ nữ nói riêng thấy rằng quảng cáo cá nhân là một phương tiện để thực hiện một số quyền tự chủ đối với hoàn cảnh của họ. Một nghiên cứu năm 1890 về những người phụ nữ trả lời quảng cáo cá nhân tại Hoa Kỳ cho thấy rằng họ tìm kiếm sự độc lập khỏi kỳ vọng của xã hội và một mức độ bình đẳng trong vấn đề hôn nhân. (Nhà tội phạm học thực hiện nghiên cứu đã bị sốc bởi những phản hồi, tin rằng "chúng gần như là sự đồi trụy về mặt đạo đức"):146-147. Những năm sau Nội chiến ở Hoa Kỳ đã mang đến sự mất cân bằng lớn về số lượng đàn ông có sẵn ở phía đông (hơn 600.000 người thiệt mạng trong chiến tranh) và số lượng phụ nữ có sẵn ở biên giới phía tây, nơi mà hầu hết đàn ông đã di cư để theo đuổi nghề khai thác mỏ, buôn bán lông thú, làm nông, khai thác gỗ và thám hiểm. Ví dụ, các vùng nông thôn của Illinois vào những năm 1850, trung bình có một phụ nữ cho mỗi hai mươi lăm người đàn ông:76. Ở Anh, cuộc điều tra dân số năm 1861 cho thấy có sự gia tăng đáng kể về số lượng phụ nữ do di cư và tử vong sớm:131. Các tiểu bang ở miền tây Hoa Kỳ chịu ảnh hưởng của sự mất cân bằng giữa nam và nữ đã thông qua nhiều luật nhằm khuyến khích phụ nữ nhập cư, chẳng hạn như bảo vệ tài sản cho phụ nữ (trái ngược với luật coverture phổ biến ở các tiểu bang miền đông) và quyền bầu cử của phụ nữ. Bầu không khí chính trị chào đón là động lực để phụ nữ phản hồi các quảng cáo kết hôn và các nỗ lực tuyển dụng hôn nhân (Mail-order bride).